# Operación Solare
Operación Solare (también conocido como Proyecto Reckoning ) es el nombre en intaliano de una operación antidrogas de 2008 que involucró a Estados Unidos, México, Guatemala e Italia, en la que participaban en un importante cártel de la droga mexicano, el Cártel del Golfo, y la mafia 'Ndrangheta de la región de Calabria en Italia. En la operación fueron detenidas unas 200 personas en Italia y los Estados Unidos.
La operación resultó en la incautación de droga y la detención de varios individuos clave en la red de narcotráfico internacional. Esto marcó un hito en la cooperación internacional en la lucha contra el crimen organizado, destacando la conexión entre los cárteles mexicanos y las organizaciones criminales europeas, sino que también subrayó la necesidad de una respuesta global coordinada ante el narcotráfico.

## Operación
Según la Administración de Control de Drogas  de Estados Unidos, más de 16,000 kilogramos (35,280 libras) de cocaína, 450 kg de metanfetamina, 9 kg de heroína, 23,300 kilos de marihuana, 176 vehículos y 167 armas, así como aproximadamente 60,1 millones de dólares (33 millones de libras esterlinas). Los cargos pendientes en Estados Unidos e Italia abarcan varios delitos, entre ellos tráfico de cocaína y marihuana, cargos de secuestro, intento de asesinato, conspiración para matar y secuestrar en un país extranjero.

### Acusados
Entre los imputados se encuentran tres presuntos líderes del Cártel del Golfo: Antonio Cárdenas Guillén, Jorge Eduardo Costilla Sánchez y Heriberto Lazcano Lazcano, el líder de Los Zetas. Entre los detenidos de la 'Ndrangheta se encuentran dieciséis miembros del clan Aquino-Coluccio, liderado por Giuseppe Coluccio, que domina la zona de Gioiosa Ionica en la provincia de Regio de Calabria. Fueron identificados y arrestados en Nueva York y Calabria.

### Secuelas
Según Nicola Gratteri, el fiscal italiano, el Cártel del Golfo sigue presente en Italia y Europa, a pesar de la operación. "El tráfico (entre mexicanos e italianos) continúa, porque los mexicanos vendieron la droga a un precio aún más bajo (que los colombianos) y se conforman con márgenes de ganancia menores, por lo que consideran conveniente comprarle a los mexicanos", dijo.